# Stade toulousain basketball
El Stade toulousain basketball, conocido hasta 2023 como Toulouse Basket Club es un equipo de baloncesto francés con sede en la ciudad de Toulouse, que compite en la NM1, la cuarta competición de su país. Disputa sus partidos en el Palais des Sports de Compans Caffarelli.

## Posiciones en liga
- 2009 - (12-NM2)
- 2010 - (14-NM2)
- 2014 - (1 Grupo C-NM3)
- 2015 - (7-NM2)
- 2016 - (7-NM2)
- 2017 - (1-NM2)
- 2018 - (2-NM2)
- 2019 - (10-NM1)
- 2020 - (10-NM1)
- 2021 - (2-NM1)
- 2022 - (9-NM1)